# Перец сейшельский
Пе́рец сейше́льский (лат. Piper seychellarum) — растение из рода Перец семейства Перечные (Piperaceae). Эндемик Сейшельских островов. Естественные места обитания — субтропические и тропические влажные леса. Находится в уязвимом состоянии из-за исчезновения мест обитания.